# Nāḩiyat Khān Shaykhūn
Nāḩiyat Khān Shaykhūn (arabiska: ناحية خان شيخون) är ett subdistrikt i Syrien.   Det ligger i provinsen Idlib, i den centrala delen av landet, 220 km norr om huvudstaden Damaskus.
Trakten runt Nāḩiyat Khān Shaykhūn består till största delen av jordbruksmark. Runt Nāḩiyat Khān Shaykhūn är det tätbefolkat, med 383 invånare per kvadratkilometer.